# Чистопілля (Каховський район)
Чистопі́лля — село в Україні, у Верхньорогачицькій селищній громаді Каховського району Херсонської області. Населення становить 529 осіб (2001). Колишній центр Чистопільської сільської ради.
СТОВ «Чистопілля». Ферм. госп. «Універсал-Агро». ПП Марченко. ПП Овчарова. Магазин ПП Ткач. Чистопільське СКГ. Зернотік. Сільський клуб. 
24 лютого 2022 року село тимчасово окуповане російськими військами під час російсько-української війни.

## Населення
Згідно з переписом УРСР 1989 року чисельність наявного населення села становила 412 осіб, з яких 183 чоловіки та 229 жінок.
За переписом населення України 2001 року в селі мешкало 528 осіб.

### Мова
Розподіл населення за рідною мовою за даними перепису 2001 року:
| Мова       | Кількість | Відсоток |
| ---------- | --------- | -------- |
| українська | 509       | 96.22%   |
| російська  | 20        | 3.78%    |
| Усього     | 529       | 100%     |